# Psychotria macrocarpa
Psychotria macrocarpa är en måreväxtart som beskrevs av Joseph Dalton Hooker. Psychotria macrocarpa ingår i släktet Psychotria och familjen måreväxter. Inga underarter finns listade i Catalogue of Life.